# Fauna abissal

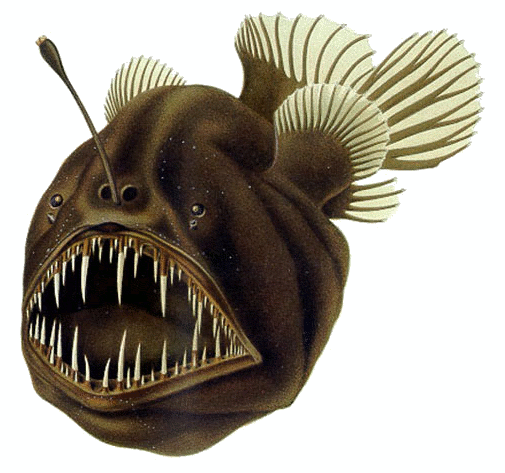
Peixe-diabo negro

A fauna abissal consiste em animais que vivem na escuridão abaixo das águas superficiais iluminadas pelo sol, ou seja, abaixo da zona eufótica do mar. O peixe-lanterna é, de longe, o peixe abissal mais comum. Outros animais abissais incluem o Anomalopidae, o tubarão-charuto, o peixe-cofre, os lofiiformes, o peixe-víbora e algumas espécies de enguia.
Apenas cerca de 2% das espécies marinhas conhecidas habitam o ambiente pelágico. Isso significa que elas vivem na coluna d'água, ao contrário dos organismos bentônicos que vivem no fundo do mar. Os organismos abissais habitam geralmente as zonas batipelágicas (1.000 a 4.000 m de profundidade) e abissopelágicas (4.000 a 6.000 m de profundidade). Entretanto, as características dos organismos abissais, como a bioluminescência, também podem ser vistas na zona mesopelágica (200-1000 m de profundidade). A zona mesopelágica é a zona disfótica, o que significa que a luz é mínima, mas ainda mensurável. A camada mínima de oxigênio existe em algum lugar entre 700 m e 1.000 m de profundidade, dependendo do local do oceano. Essa área também é onde os nutrientes são mais abundantes. As zonas batipelágica e abissopelágica são afóticas, o que significa que nenhuma luz penetra nessa área do oceano. Essas zonas constituem cerca de 75% do espaço oceânico habitável.
A zona epipelágica (0-200 m) é a área em que a luz penetra na água e ocorre a fotossíntese. Também é conhecida como zona fótica. Como ela normalmente se estende por apenas algumas centenas de metros abaixo da água, o mar profundo, cerca de 90% do volume do oceano, está na escuridão. O mar profundo também é um ambiente extremamente hostil, com temperaturas que raramente excedem 3 °C e chegam a -1,8 °C (com exceção dos ecossistemas de fontes hidrotermais que podem exceder 350 °C), baixos níveis de oxigênio e pressões entre 20 e 1000 atm.

## Evolução
Os primeiros registros conhecidos de fauna abissal são icnofósseis de comportamento de alimentação e natação atribuídos a neoteleostes não identificados (referentes aos icnogêneros Piscichnus e Undichna), do Xisto Palombini do Cretáceo Inferior (130 milhões de anos) da Itália, que se acredita ter sido depositado na planície abissal do antigo Oceano Piemonte-Ligúria. Antes da descoberta desses fósseis, não havia evidências de fauna abissal com mais de 50 milhões de anos no Paleogeno. A origem cretácea da maioria dos peixes de águas profundas modernos foi confirmada por estudos filogenéticos, como os dos peixes aulopiformes, que indicam que muitas linhagens abissais desses grupos se originaram por volta dessa época.
Especula-se que os ecossistemas abissais podem ter sido inóspitos para a vida dos vertebrados antes de um maior fluxo de nutrientes para o oceano durante o Jurássico Superior e o Cretáceo Inferior, após o surgimento das angiospermas na terra, o que levou a um aumento na vida dos invertebrados abissais, permitindo que os peixes, por sua vez, colonizassem esses ecossistemas. No entanto, alguns peixes abissais modernos, como os holocéfalos, são descendentes de linhagens muito mais antigas, o que indica que pode ter ocorrido uma colonização muito anterior de vertebrados nas águas profundas, embora não se conheça nenhuma evidência fóssil desse fato.

## Meio ambiente

Diagrama em escala das camadas da zona pelágica

No fundo do oceano, as águas se estendem muito abaixo da zona epipelágica e abrigam tipos muito diferentes de peixes pelágicos adaptados para viver nessas zonas mais profundas. Em águas profundas, a neve marinha é uma chuva contínua de detritos, em sua maioria orgânicos, que caem das camadas superiores da coluna d'água. Sua origem está em atividades dentro da zona fótica produtiva. A neve marinha inclui plâncton morto ou moribundo, protistas (diatomáceas), matéria fecal, areia, fuligem e outras poeiras inorgânicas. Os "flocos de neve" crescem com o tempo e podem atingir vários centímetros de diâmetro, viajando por semanas antes de chegar ao fundo do oceano. No entanto, a maioria dos componentes orgânicos da neve marinha é consumida por micróbios, zooplâncton e outros animais que se alimentam de filtragem nos primeiros 1.000 m de sua jornada, ou seja, na zona epipelágica. Dessa forma, a neve marinha pode ser considerada a base dos ecossistemas mesopelágicos e bentônicos do fundo do mar: Como a luz do sol não consegue alcançá-los, os organismos do fundo do mar dependem muito da neve marinha como fonte de energia. Como não há luz no mar profundo (afótico), há uma falta de produtores primários. Portanto, a maioria dos organismos no batimelágico depende da neve marinha de regiões mais altas na coluna vertical.
Alguns grupos pelágicos de águas profundas, como as famílias peixe-lanterna, Melamphaidae, Sternoptychinae e Phosichthyidae, às vezes são chamados de pseudoceânicos porque, em vez de terem uma distribuição uniforme em águas abertas, ocorrem em abundâncias significativamente maiores em torno de oásis estruturais, notadamente montes submarinos e encostas continentais. O fenômeno é explicado pela abundância semelhante de espécies de presas que também são atraídas para as estruturas.
A pressão hidrostática aumenta em 1 atm para cada 10 m de profundidade. Os organismos do fundo do mar têm dentro de seus corpos a mesma pressão que é exercida sobre eles do lado de fora, portanto não são esmagados pela pressão extrema. Sua alta pressão interna, no entanto, resulta na redução da fluidez de suas membranas porque as moléculas são comprimidas umas contra as outras. A fluidez nas membranas celulares aumenta a eficiência das funções biológicas, principalmente a produção de proteínas, de modo que os organismos se adaptaram a essa circunstância aumentando a proporção de ácidos graxos insaturados nos lipídios das membranas celulares. Além das diferenças na pressão interna, esses organismos desenvolveram um equilíbrio diferente entre suas reações metabólicas em relação aos organismos que vivem na zona epipelágica. David Wharton, autor de Life at the Limits: Organisms in Extreme Environments, observa que "as reações bioquímicas são acompanhadas por mudanças de volume. Se uma reação resultar em um aumento de volume, ela será inibida pela pressão, ao passo que, se estiver associada a uma diminuição de volume, ela será aumentada". Isso significa que seus processos metabólicos devem, em última instância, diminuir o volume do organismo até certo ponto.

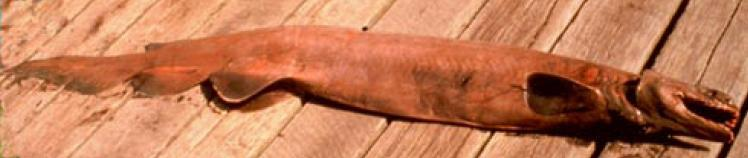
Os seres humanos raramente encontram tubarões-cobra vivos, portanto, eles representam pouco perigo (embora os cientistas tenham se cortado acidentalmente ao examinar seus dentes).

A maioria dos peixes que evoluíram nesse ambiente hostil não é capaz de sobreviver em condições de laboratório, e as tentativas de mantê-los em cativeiro levaram à sua morte. Os organismos abissais contêm espaços cheios de gás (vacúolos). O gás é comprimido sob alta pressão e se expande sob baixa pressão. Por isso, sabe-se que esses organismos podem explodir se vierem à superfície.

## Características

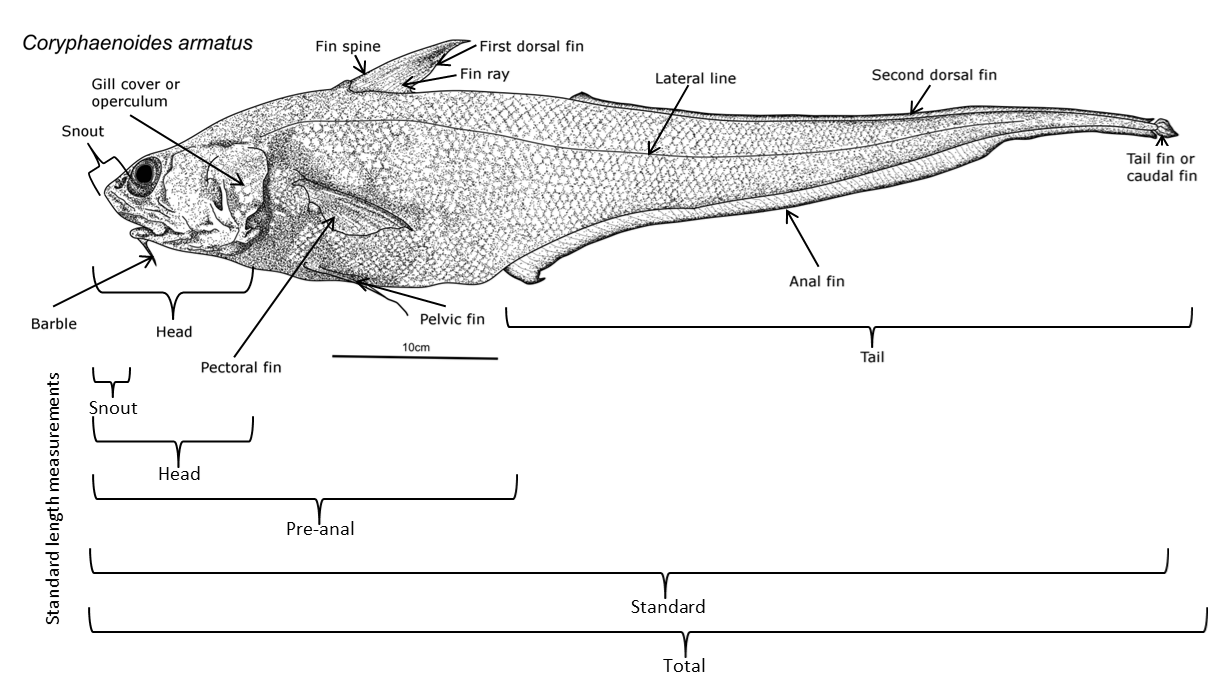
Um diagrama anotado das características externas básicas de um Coryphaenoides armatus e medidas de comprimento padrão.

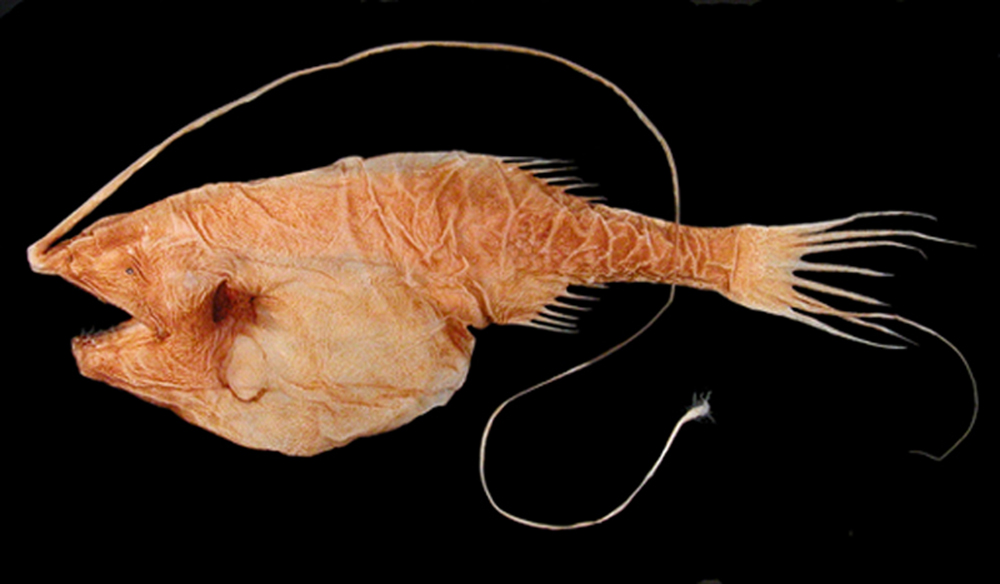
O Gigantactis é um peixe abissal com uma nadadeira dorsal cujo primeiro filamento se tornou muito longo, com uma ponta com uma isca de fotóforo bioluminescente.

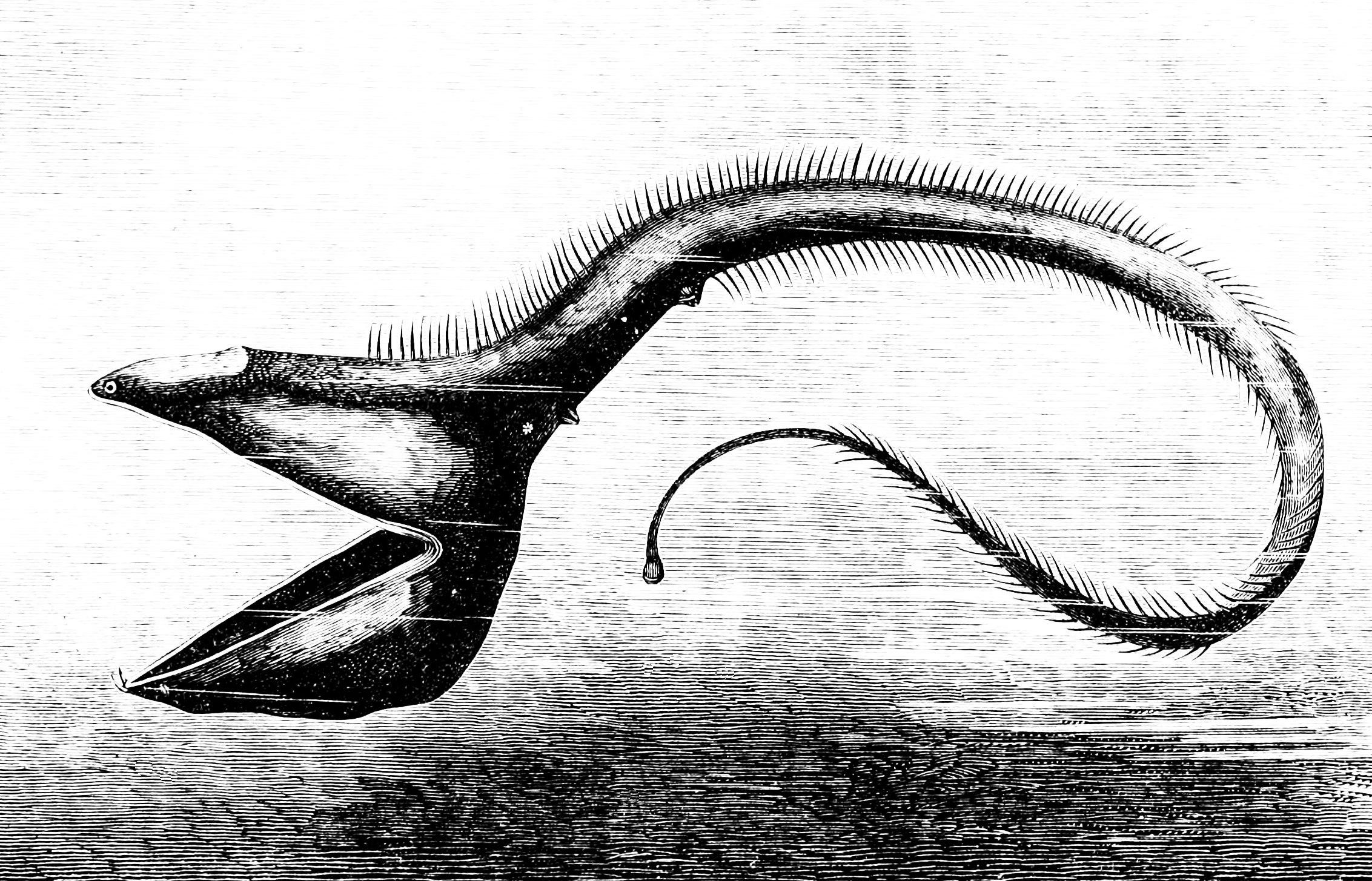
Enguia-pelicano

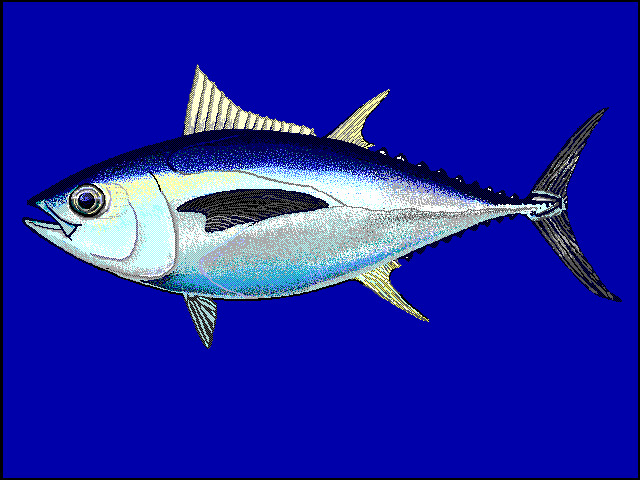
O atum-patudo cruza a zona epipelágica à noite e a zona mesopelágica durante o dia

Os animais abissais desenvolveram várias adaptações para sobreviver nessa região. Como muitos desses peixes vivem em regiões onde não há iluminação natural, eles não podem contar apenas com a visão para localizar presas e parceiros e evitar predadores. Estes animais evoluíram adequadamente para a região subfótica extrema em que vivem. Muitos desses organismos são cegos e dependem de seus outros sentidos, como a sensibilidade a mudanças na pressão local e o olfato, para capturar seu alimento e evitar serem capturados. Aqueles que não são cegos têm olhos grandes e sensíveis que podem usar luz bioluminescente. Esses olhos podem ser até 100 vezes mais sensíveis à luz do que os olhos humanos. A rodopsina (Rh1) é uma proteína encontrada nas células bastonetes do olho que ajuda os animais a enxergar com pouca luz. Embora a maioria dos vertebrados geralmente tenha um gene Rh1 de opsina, alguns organismos abissais têm vários genes Rh1, e uma espécie, o Diretmus argenteus, tem 38. Essa proliferação de genes Rh1 pode ajudar os peixes de águas profundas a enxergar nas profundezas do oceano. Além disso, para evitar os predadores, muitas espécies são escuras para se misturar com seu ambiente.
Muitos peixes de águas profundas são bioluminescentes, com olhos extremamente grandes adaptados ao escuro. Os organismos bioluminescentes são capazes de produzir luz biologicamente por meio da agitação de moléculas de luciferina, que então produzem luz. Esse processo deve ser feito na presença de oxigênio. Esses organismos são comuns na região mesopelágica e abaixo dela (200 m e abaixo). Mais de 50% dos peixes abissais, bem como algumas espécies de camarão e lula, são capazes de bioluminescência. Cerca de 80% desses organismos têm fotóforos - órgãos com células glandulares, produtoras de luz, que contêm bactérias luminosas delimitadas por cores escuras. Alguns desses fotóforos contêm lentes, muito parecidas com as dos olhos humanos, que podem intensificar ou diminuir a emanação de luz. A capacidade de produzir luz requer apenas 1% da energia do organismo e tem muitas finalidades: ela é usada para procurar alimentos e atrair presas, como o tamboril, reivindicar território por meio de patrulha, comunicar-se e encontrar um parceiro e distrair ou cegar temporariamente os predadores para poderem escapar. Além disso, no mesopelágico, onde ainda há penetração de luz, alguns organismos se camuflam dos predadores abaixo deles iluminando suas barrigas de modo a combinar com a cor e a intensidade da luz de cima para que não haja sombra. Essa tática é conhecida como contra-iluminação.
O ciclo de vida da fauna abissal pode ser exclusivamente em grandes profundidades, embora algumas espécies nasçam em águas mais rasas e desçam ao amadurecer. Independentemente da profundidade em que os ovos e as larvas residem, eles são tipicamente pelágicos. Esse estilo de vida planctônico - à deriva - requer flutuabilidade neutra. Para manter isso, os ovos e as larvas geralmente contêm gotículas de óleo em seu plasma. Quando esses organismos estão em seu estado totalmente maduro, eles precisam de outras adaptações para manter suas posições na coluna d'água. Em geral, a densidade da água causa empuxo - o aspecto da flutuabilidade que faz com que os organismos flutuem. Para neutralizar isso, a densidade de um organismo deve ser maior do que a da água circundante. A maioria dos tecidos animais é mais densa do que a água, portanto, eles precisam encontrar um equilíbrio que os faça flutuar. Muitos organismos desenvolvem bexigas natatórias (cavidades de gás) para se manterem flutuando, mas devido à alta pressão de seu ambiente, os peixes de águas profundas geralmente não têm esse órgão. Em vez disso, eles apresentam estruturas semelhantes a hidrofólios para proporcionar sustentação hidrodinâmica. Descobriu-se também que, quanto mais fundo o peixe vive, mais gelatinosa é sua carne e menor é sua estrutura óssea. A densidade do tecido é reduzida por meio do alto teor de gordura, da redução do peso do esqueleto - realizada por meio de reduções de tamanho, espessura e conteúdo mineral - e do acúmulo de água, o que os torna mais lentos e menos ágeis do que os peixes de superfície.
Devido ao baixo nível de luz fotossintética que chega aos ambientes de profundidade, a maioria dos peixes precisa depender de matéria orgânica que afunda em níveis mais altos ou, em casos raros, de fontes hidrotermais para obter nutrientes. Isso torna o fundo do mar muito mais pobre em produtividade do que as regiões mais rasas. Além disso, os animais no ambiente pelágico são escassos e os alimentos não aparecem com frequência. Por esse motivo, os organismos precisam de adaptações que lhes permitam sobreviver. Alguns têm longos sensores para ajudá-los a localizar a presa ou atrair parceiros na escuridão total do oceano profundo. O peixe-pescador-das-profundezas, em particular, tem uma longa adaptação semelhante a uma vara de pescar que se projeta de sua face, na extremidade da qual há um pedaço de pele bioluminescente que se contorce como uma minhoca para atrair sua presa. Alguns precisam consumir outros peixes do mesmo tamanho ou maiores que eles e precisam de adaptações para ajudar a digeri-los com eficiência. Dentes grandes e afiados, mandíbulas articuladas, bocas desproporcionalmente grandes e corpos expansíveis são algumas das características que os peixes abissais têm para essa finalidade. A enguia-pelicano é um exemplo de organismo que apresenta essas características.
Os peixes das diferentes zonas pelágicas e bentônicas de águas profundas são fisicamente estruturados e se comportam de maneiras que diferem bastante uns dos outros. Os grupos de espécies que coexistem em cada zona parecem operar de maneira semelhante, como os pequenos peixes mesopelágicos que se alimentam de plâncton em migração vertical, os peixes-pescadores batipelágicos e os peixes-rabo-de-rato bentônicos de águas profundas.
As espécies com nadadeiras raiadas, com nadadeiras espinhosas, são raras entre os peixes de águas profundas, o que sugere que os peixes de águas profundas são antigos e tão bem adaptados ao seu ambiente que as invasões de peixes mais modernos não tiveram sucesso. As poucas nadadeiras raiadas que existem estão principalmente nos Beryciformes e Lampriformes, que também são formas antigas. A maioria dos peixes pelágicos de águas profundas pertence a suas próprias ordens, o que sugere uma longa evolução em ambientes de mar profundo. Em contraste, as espécies bentônicas de águas profundas pertencem a ordens que incluem muitos peixes de águas rasas relacionados.
| Espécies por zona pelágica | Espécies por zona pelágica |
| --- | --- |
| Muitas espécies se deslocam diariamente entre as zonas em migrações verticais. Nesta tabela, elas estão listadas na zona intermediária ou mais profunda onde são encontradas regularmente. | |
| Zona | As espécies e os grupos de espécies incluem... |
| Epipelágica | - Lamniformes, Carcarrinídeos e tubarões-baleia - Clupeiformes - Arenque, Engraulídeos - Salmonidae - salmão - Atheriniformes - peixes-voadores, Hemiranfídeos, Scomberesocidae - Perciformes - Carangidae, Coryphaena, Bramidae, barracudas, Atums, Istiophoridae. |
| Mesopelágica | Myctophidae, Lampris, lírio-ferro, olho-de-barril, Melamphaidae, Evermannellidae, Malacosteus, Sternoptychinae |
| Batipelágica | Principalmente Gonostomatidae e peixes-pescadores. Mas também peixe-ogro, Chauliodus, grande-engolidor, Gigantura, Omosudis lowii, Anotopterus, barracudina, Peixe-espada-preto, Cyematidae, Eumecichthys fiski, enguia-pelicano, Cetomimidae.                      |
| Bentopelágica | peixes-rabo-de-rato e Ophidiidae são particularmente abundantes. |
| Bentônica | Pleuronectiformes, Myxini, Zoarcidae, enguias Chlorophthalmidae, Arraias, Cyclopteridae, e peixes-morcego |

| Estrutura comparativa de peixes pelágicos | Estrutura comparativa de peixes pelágicos | Estrutura comparativa de peixes pelágicos                                                                                                  | Estrutura comparativa de peixes pelágicos | Estrutura comparativa de peixes pelágicos                |
|                                           | Epipelágico                               | Mesopelágico | Batipelágico                              | Abissal bentônico                                        |
| ----------------------------------------- | ----------------------------------------- | --- | ----------------------------------------- | -------------------------------------------------------- |
| músculos                                  |                                           | corpos musculosos, ossos osteificados, escamas, brânquias bem desenvolvidas e sistemas nervosos centrais, além de corações e rins grandes. | pouco desenvolvido, flácido               |                                                          |
| estrutura                                 |                                           | ossos fortes e osteificados | Ossificação fraca e mínima                |                                                          |
| escamas                                   |                                           | sim | nenhuma                                   |                                                          |
| sistemas nervosos                         |                                           | bem desenvolvido | linha lateral e somente olfativo          |                                                          |
| olhos                                     |                                           | grandes e sensíveis | pequenos e podem não ser funcionais       | variáveis (bem desenvolvidos a ausentes)                 |
| fotóforos                                 | ausente                                   | comum | commum                                    | geralmente ausente                                       |
| brânquias                                 |                                           | bem desenvolvidas |                                           |                                                          |
| rins                                      |                                           | grandes | pequenos                                  |                                                          |
| coração                                   |                                           | grande | pequeno                                   |                                                          |
| bexiga natatória                          |                                           | Os peixes que migram verticalmente têm bexiga natatória                                                                                    | reduzido ou ausente                       | variável (bem desenvolvida a ausente)                    |
| tamanho                                   |                                           | | geralmente menos de 25 cm                 | variável, espécies com mais de um metro não são incomuns |

## Peixes mesopelágicos
Abaixo da zona epipelágica, as condições mudam rapidamente. Entre 200 m e cerca de 1.000 m, a luz continua a se dissipar até quase não existir mais. As temperaturas caem através de uma termoclina para temperaturas entre 3,9 °C e 7,8 °C. Essa é a zona crepuscular ou mesopelágica. A pressão continua a aumentar, à taxa de um atm a cada 10 m, enquanto as concentrações de nutrientes caem, juntamente com o oxigênio dissolvido e a taxa de circulação da água.
Os operadores de sonar, usando a tecnologia de sonar recém-desenvolvida durante a Segunda Guerra Mundial, ficaram intrigados com o que parecia ser um fundo do mar falso de 300 a 500 m de profundidade durante o dia e mais raso à noite. Isso se deveu a milhões de organismos marinhos, principalmente pequenos peixes mesopelágicos, com bexigas natatórias que refletiam o sonar. Esses organismos migram para águas mais rasas ao anoitecer para se alimentar de plâncton. A camada é mais profunda quando a lua está apagada e pode se tornar mais rasa quando as nuvens passam sobre a lua. Esse fenômeno passou a ser conhecido como camada de dispersão profunda.
A maioria dos peixes mesopelágicos faz migrações verticais diárias, movendo-se à noite para a zona epipelágica, muitas vezes seguindo migrações semelhantes de zooplâncton, e retornando às profundezas para se proteger durante o dia. Essas migrações verticais geralmente ocorrem em grandes distâncias verticais e são realizadas com a ajuda de uma bexiga natatória. A bexiga natatória é inflada quando o peixe quer subir e, dadas as altas pressões na zona mesoplegiana, isso requer uma energia significativa. À medida que o peixe sobe, a pressão na bexiga natatória deve se ajustar para evitar que ela se rompa. Quando o peixe deseja retornar às profundezas, a bexiga natatória é desinflada. Alguns peixes mesopelágicos fazem migrações diárias através da termoclina, onde a temperatura varia entre 10 °C e 20 °C, apresentando, portanto, tolerâncias consideráveis para mudanças de temperatura.
Esses peixes têm corpos musculosos, ossos osteificados, escamas, brânquias e sistemas nervosos centrais bem desenvolvidos, além de corações e rins grandes. Os peixes mesopelágicos que se alimentam de plâncton têm bocas pequenas com rastros branquiais, enquanto os piscívoros têm bocas maiores e brânquias mais grossas.
Os peixes mesopelágicos são adaptados para uma vida ativa em condições de pouca luz. A maioria deles são predadores visuais com olhos grandes. Alguns dos peixes de águas mais profundas têm olhos tubulares com lentes grandes e apenas células bastonetes que olham para cima. Essa adaptação proporciona uma visão terminal aprimorada em detrimento da visão lateral e permite que o predador identifique lulas, chocos e peixes menores que estão silhuetados contra a escuridão acima deles.
Os peixes mesopelágicos geralmente não têm espinhos defensivos e usam a cor para se camuflar de outros peixes. Os predadores de emboscada são escuros, pretos ou vermelhos. Como os comprimentos de onda mais longos da luz vermelha não atingem as profundezas do mar, o vermelho funciona da mesma forma que o preto. As formas migratórias usam cores prateadas em contraste. Em seus ventres, eles geralmente exibem fotóforos que produzem luz de baixo grau. Para um predador de baixo, olhando para cima, essa bioluminescência camufla a silhueta do peixe. Entretanto, alguns desses predadores têm lentes amarelas que filtram a luz ambiente (deficiente em vermelho), deixando a bioluminescência visível.
O Dolichopteryx longipes, uma espécie de olho-de-barril, é o único vertebrado conhecido por empregar um espelho, em vez de uma lente, para focalizar uma imagem em seus olhos.
A amostragem por arrasto indica que o peixe-lanterna é responsável por até 65% de toda a biomassa da fauna abissal. De fato, o peixe-lanterna está entre os vertebrados mais amplamente distribuídos, populosos e diversificados, desempenhando um importante papel ecológico como presa de organismos maiores. A biomassa global estimada do peixe-lanterna é de 550 a 660 milhões de toneladas, várias vezes a captura pesqueira mundial. O peixe-lanterna também é responsável por grande parte da biomassa responsável pela camada de dispersão profunda dos oceanos do mundo.

O atum-patudo é uma espécie epipelágica/mesopelágica que se alimenta de outros peixes. A marcação por satélite demonstrou que o atum-patudo costuma passar períodos prolongados navegando bem abaixo da superfície durante o dia, às vezes fazendo mergulhos de até 500 m. Acredita-se que esses movimentos sejam uma resposta às migrações verticais de organismos de presas na camada de dispersão profunda.

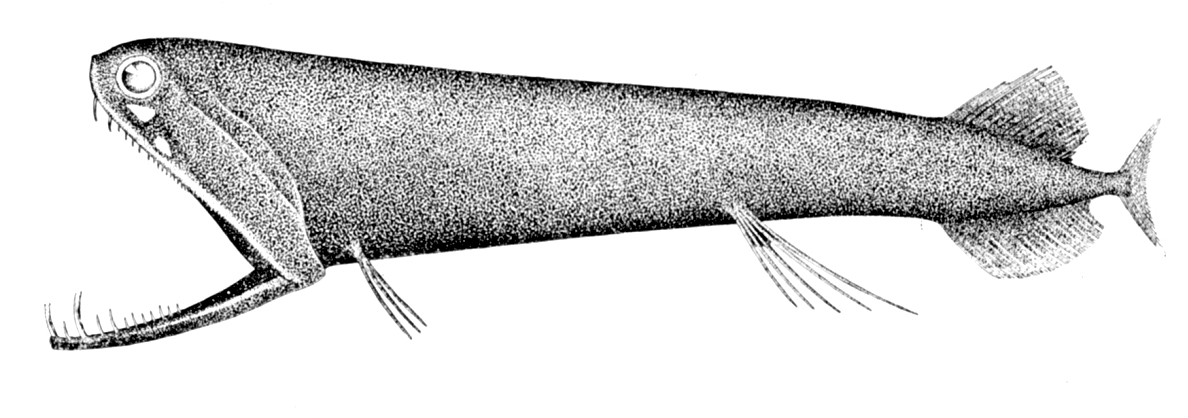
O Malacosteus tem uma mandíbula inferior com um quarto do comprimento do corpo. A mandíbula não tem base e é presa apenas por uma articulação e um osso da língua modificado. Grandes dentes em forma de presas na frente são seguidos por muitos dentes pequenos e farpados.
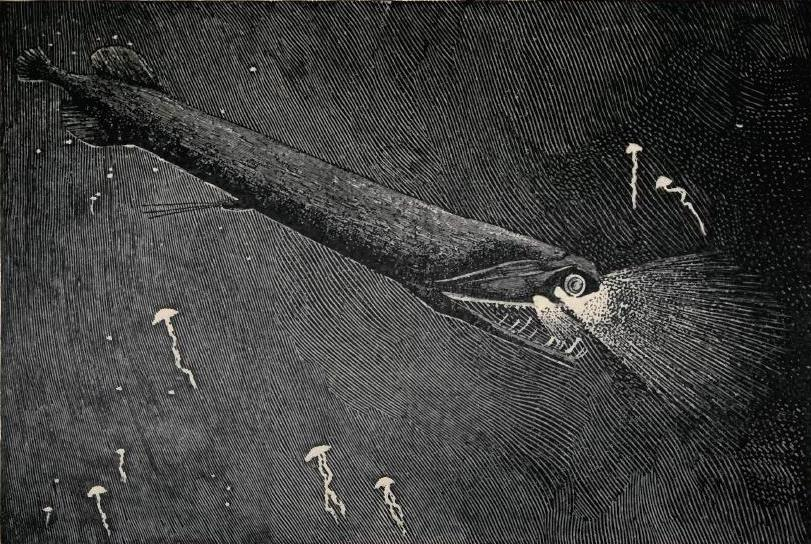
O Malacosteus também é um dos poucos peixes que produzem bioluminescência vermelha. Como a maioria de suas presas não consegue perceber a luz vermelha, isso permite que ele cace com um feixe de luz essencialmente invisível.
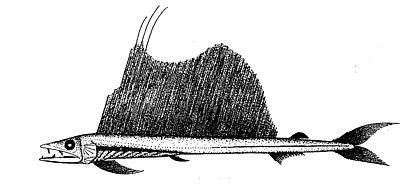
Lírio-ferro. Os peixes lírio-ferro são predadores de emboscada que passam o tempo todo na zona mesopelágica. Eles estão entre os maiores peixes mesopelágicos (até 2 m).
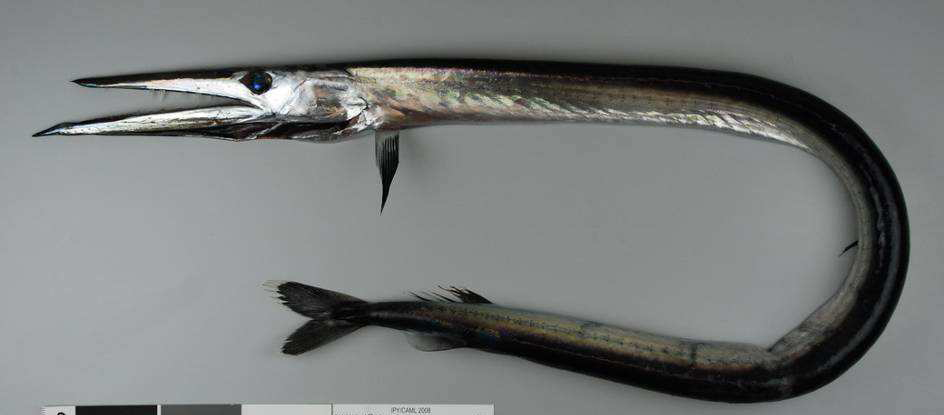
O Anotopterus paralisa outros peixes mesopelágicos quando os morde com seus dentes semelhantes a punhais

## Peixes batipelágicos
Abaixo da zona mesopelágica, a escuridão é total. Essa é a meia-noite (ou zona batipelágica), que se estende de 1000 m até a zona bentônica de águas profundas. Se a água for excepcionalmente profunda, a zona pelágica abaixo de 4000 m às vezes é chamada de meia-noite inferior (ou zona abissal). Essa zona tem temperaturas que variam de 1 a 4 graus Celsius e é completamente afótica.
As condições são, de certa forma, uniformes em todas essas zonas; a escuridão é total, a pressão é esmagadora e as temperaturas, os nutrientes e os níveis de oxigênio dissolvido são todos baixos.
Os peixes batipelágicos têm adaptações especiais para lidar com essas condições - eles têm metabolismos lentos e dietas não especializadas, estando dispostos a comer qualquer coisa que apareça. Eles preferem aguardar o alimento em vez de desperdiçar energia procurando por ele. O comportamento dos peixes batipelágicos pode ser contrastado com o comportamento dos peixes mesopelágicos. Os peixes mesopelágicos costumam ser altamente móveis, enquanto os peixes batipelágicos são quase todos predadores que ficam esperando, normalmente gastando pouca energia em movimento.
Os peixes batipelágicos dominantes são os Gonostomatidae pequenos e os lofiiformes.Também são comuns os peixes-ogro, os peixes-víbora, os Anotopterus e os Paralepididae. Esses peixes são pequenos, muitos com cerca de 10 cm de comprimento e poucos com mais de 25 cm. Eles passam a maior parte do tempo esperando pacientemente na coluna d'água que a presa apareça ou seja atraída por seus fósforos. A pouca energia disponível na zona batipelágica é filtrada de cima para baixo na forma de detritos, material fecal e, ocasionalmente, invertebrados ou peixes mesopelágicos. Cerca de 20% dos alimentos que têm origem na zona epipelágica caem na zona mesopelágica, mas apenas cerca de 5% são filtrados na zona batipelágica.
Os peixes batipelágicos são sedentários, adaptados para produzir o mínimo de energia em um habitat com muito pouco alimento ou energia disponível, nem mesmo a luz solar, apenas a bioluminescência. Seus corpos são alongados, com músculos e estruturas esqueléticas fracos e aquosos. Como grande parte do peixe é água, eles não são comprimidos pelas grandes pressões nessas profundidades. Eles geralmente têm mandíbulas extensíveis e articuladas com dentes recurvados. São viscosos, sem escamas. O sistema nervoso central está confinado à linha lateral e aos sistemas olfativos, os olhos são pequenos e podem não funcionar, e as brânquias, rins e corações e bexigas natatórias são pequenos ou inexistentes.
Essas são as mesmas características encontradas nas larvas de peixes, o que sugere que, durante sua evolução, os peixes batipelágicos adquiriram essas características por meio da neotenia. Assim como nas larvas, essas características permitem que os peixes permaneçam suspensos na água com pouco gasto de energia.
Apesar de sua aparência feroz, esses animais abissais são, em sua maioria, peixes em miniatura com músculos fracos e são pequenos demais para representar qualquer ameaça aos seres humanos.
As bexigas natatórias dos peixes abissais são ausentes ou quase não são utilizadas, e os peixes batipelágicos normalmente não realizam migrações verticais. O enchimento das bexigas a pressões tão grandes acarreta enormes custos de energia. Alguns peixes de águas profundas têm bexigas natatórias que funcionam enquanto são jovens e habitam a zona epipelágica superior, mas elas murcham ou se enchem de gordura quando os peixes descem para seu habitat adulto.
Os sistemas sensoriais mais importantes são geralmente o ouvido interno, que responde ao som, e a linha lateral, que responde a mudanças na pressão da água. O sistema olfativo também pode ser importante para os machos que encontram as fêmeas pelo cheiro. Os peixes batipelágicos são pretos, ou às vezes vermelhos, com poucos fotóforos. Quando os fotóforos são usados, geralmente é para atrair uma presa ou um parceiro. Como o alimento é muito escasso, os predadores batipelágicos não são seletivos em seus hábitos alimentares, mas pegam qualquer coisa que esteja perto o suficiente. Eles conseguem isso por meio de uma boca grande com dentes afiados para agarrar presas grandes e sobreposição de brânquias que impedem que presas pequenas que foram engolidas escapem.
Não é fácil encontrar um parceiro nessa zona. Algumas espécies dependem da bioluminescência, em que os padrões bioluminescentes são exclusivos de espécies específicas. Outras são hermafroditas, o que dobra suas chances de produzir óvulos e esperma quando ocorre um encontro. A fêmea lofiiforme libera feromônios para atrair pequenos machos. Quando um macho a encontra, ele a morde e não a solta mais. Quando um macho da espécie de lofiiforme Haplophryne mollis morde a pele de uma fêmea, ele libera uma enzima que digere a pele de sua boca e o corpo dela, fundindo o par até o ponto em que os dois sistemas circulatórios se unem. O macho então se atrofia e se torna apenas um par de gônadas. Esse dimorfismo sexual extremo garante que, quando a fêmea estiver pronta para desovar, ela terá um companheiro imediatamente disponível.

Muitas outras formas, além dos peixes, vivem na zona batipelágica, como lulas, grandes baleias, polvos, esponjas, braquiópodes, estrelas do mar e equinóides, mas não é fácil a sobrevivência nessa zona.

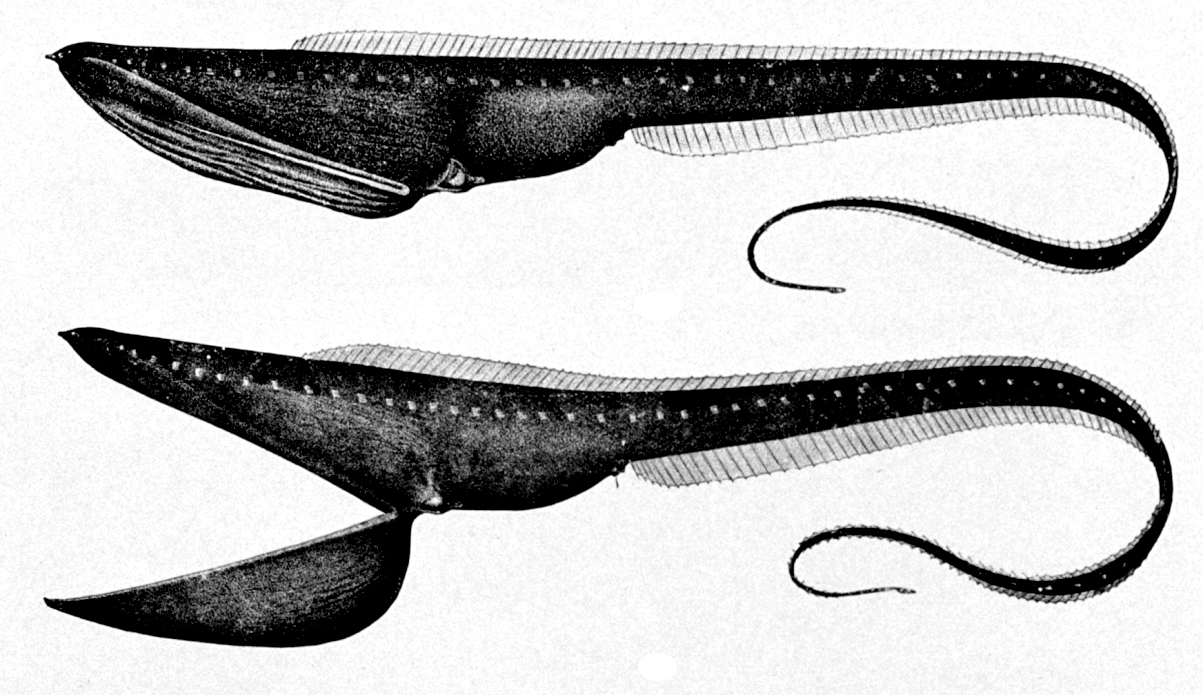
A enguia pelicano usa sua boca grande como uma rede, abrindo as mandíbulas e nadando em direção à presa. Ela tem um órgão luminescente na ponta da cauda para atrair a presa.
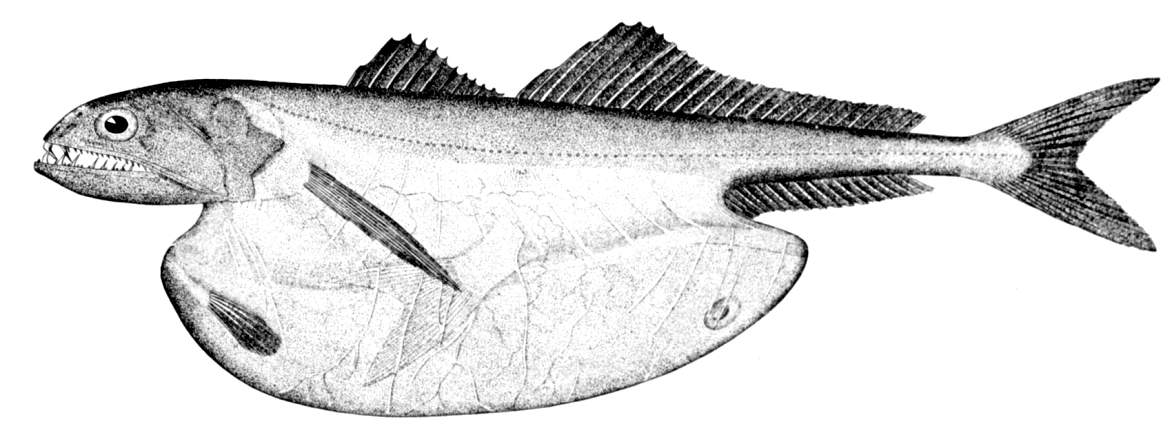
O Chiasmodon niger, com seu estômago distensível, é notável por sua capacidade de engolir peixes ósseos inteiros com dez vezes a sua massa.
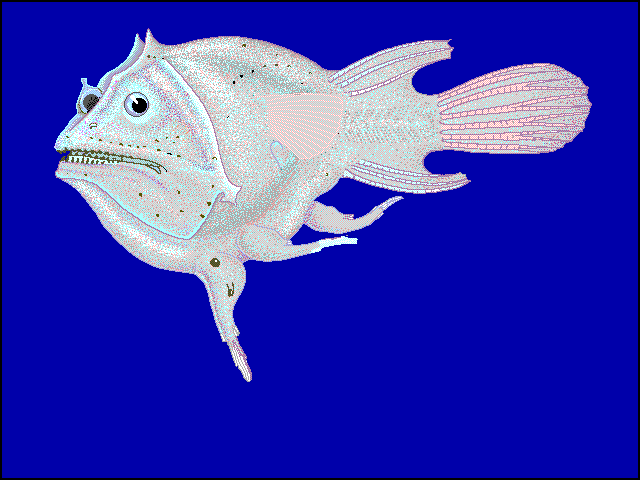
Peixe-pescador Haplophryne mollis fêmea arrastando machos presos que se atrofiaram em um par de gônadas, que serão usadas quando a fêmea estiver pronta para desovar.

## Adaptação à alta pressão
À medida que um peixe se aprofunda no mar, o peso da água sobre a superfície exerce uma pressão hidrostática cada vez maior sobre o peixe. Esse aumento de pressão equivale a cerca de um atm para cada 10 m de profundidade. Para um peixe no fundo da zona batipelágica, essa pressão chega a cerca de 400 atm.
Os organismos abissais possuem adaptações em níveis celulares e fisiológicos que lhes permitem sobreviver em ambientes de grande pressão. O fato de não terem essas adaptações limita as profundidades em que as espécies de águas rasas podem operar. Altos níveis de pressão externa afetam a forma como os processos metabólicos e as reações bioquímicas ocorrem. O equilíbrio de muitas reações químicas é perturbado pela pressão, e a pressão pode inibir processos que resultam em um aumento de volume. A água, um componente essencial em muitos processos biológicos, é muito suscetível a alterações de volume, principalmente porque os constituintes do fluido celular afetam a estrutura da água. Assim, as reações enzimáticas que induzem mudanças na organização da água alteram efetivamente o volume do sistema. As proteínas responsáveis por catalisar as reações geralmente são mantidas juntas por ligações fracas e as reações geralmente envolvem aumentos de volume.
As espécies que podem tolerar essas profundidades desenvolveram mudanças em sua estrutura proteica e critérios de reação para suportar a pressão, a fim de realizar reações nessas condições. Em ambientes de alta pressão, as membranas celulares de duas camadas sofrem uma perda de fluidez. As membranas celulares do fundo do mar favorecem as bicamadas de fosfolipídios com uma proporção maior de ácidos graxos insaturados, que induzem a uma maior fluidez do que suas contrapartes no nível do mar.

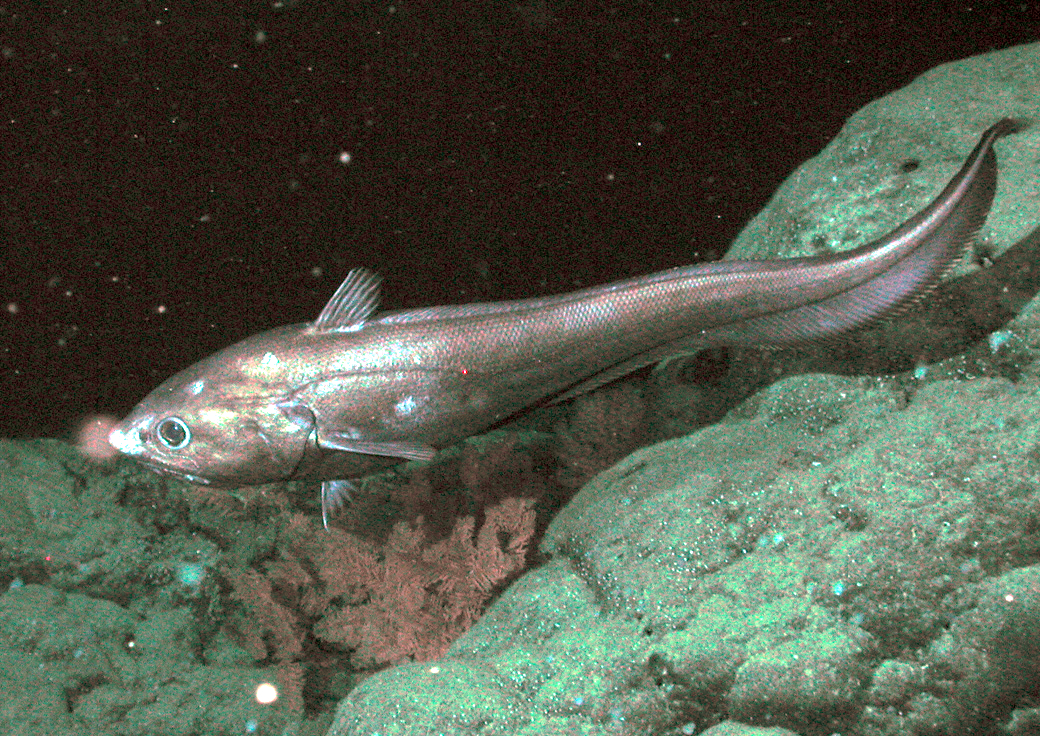
O rabo-de-rato Coryphaenoides armatus (granadeiro abissal) na montanha marinha de Davidson a 2.253 m de profundidade.

As espécies de águas profundas apresentam menores alterações de entropia e entalpia em comparação com os organismos de nível superficial, uma vez que um ambiente de alta pressão e baixa temperatura favorece alterações negativas de entalpia e menor dependência de reações impulsionadas pela entropia. Do ponto de vista estrutural, as proteínas globulares dos peixes de águas profundas, devido à estrutura terciária da G-actina, são relativamente rígidas em comparação com as dos peixes de superfície. O fato de as proteínas dos peixes de águas profundas serem estruturalmente diferentes das dos peixes de superfície é evidente pela observação de que a actina das fibras musculares dos peixes abissais é extremamente resistente ao calor. Uma observação semelhante à encontrada nos lagartos. Essas proteínas são estruturalmente reforçadas pela modificação das ligações na estrutura terciária da proteína, o que também induz altos níveis de estabilidade térmica. As proteínas são estruturalmente reforçadas para resistir à pressão pela modificação das ligações na estrutura terciária. Portanto, altos níveis de pressão hidrostática, semelhantes às altas temperaturas corporais dos répteis termofílicos do deserto, favorecem estruturas proteicas rígidas.
A Na+/K+ -ATPase é uma enzima lipoproteica que desempenha um papel importante na osmorregulação e é fortemente influenciada pela pressão hidrostática. A inibição da Na+/K+ -ATPase se deve ao aumento da compressão devido à pressão. A etapa que limita a taxa da reação da Na+/K+ -ATPase induz uma expansão na bicamada que envolve a proteína e, portanto, um aumento no volume. Um aumento no volume torna a reatividade da Na+/K+-ATPase suscetível a pressões mais altas. Embora a atividade da Na+/K+ -ATPase por grama de tecido branquial seja menor em peixes de águas profundas, as Na+/K+ -ATPases de peixes de águas profundas apresentam uma tolerância muito maior à pressão hidrostática em comparação com suas contrapartes de águas rasas. Isso é exemplificado entre a espécie C. acrolepis (cerca de 2000 m de profundidade) e sua contraparte hadalpelágica C. armatus (cerca de 4000 m de profundidade), em que as Na+/K+ -ATPases do C. armatus são muito menos sensíveis à pressão. Essa resistência à pressão pode ser explicada por adaptações nos restos proteicos e lipídicos da Na+/K+ -ATPase.

## Peixes-lanterna

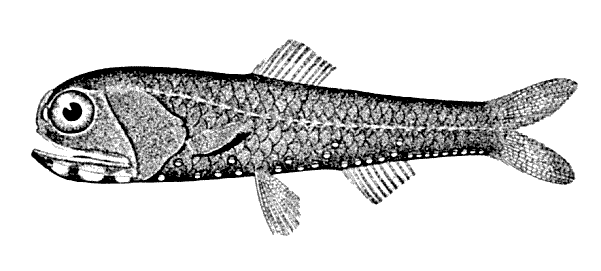
Peixe-lanterna

A amostragem por meio de arrasto indica que o peixe-lanterna é responsável por até 65% de toda a biomassa de peixes abissais. De fato, o peixe-lanterna está entre os vertebrados mais amplamente distribuídos, populosos e diversificados, desempenhando um importante papel ecológico como presa de organismos maiores. Com uma biomassa global estimada em 550 a 660 milhões de toneladas métricas, várias vezes maior que toda a captura pesqueira mundial, o peixe-lanterna também é responsável por grande parte da biomassa responsável pela camada de dispersão profunda dos oceanos do mundo. No Oceano Antártico, os Myctophides fornecem um recurso alimentar alternativo ao krill para predadores como a lula e o pinguim-rei. Embora esses peixes sejam abundantes e prolíficos, atualmente existem apenas algumas pescarias comerciais de peixes-lanterna: elas incluem operações limitadas na África do Sul, na região subantártica e no Golfo de Omã.

## Espécies ameaçadas
Um estudo de 2006 realizado por cientistas canadenses constatou que cinco espécies de peixes abissais - Macruronus novaezelandiae, Notacanthidae - estão à beira da extinção devido à mudança da pesca comercial das plataformas continentais para as encostas das plataformas continentais, até profundidades de 1600 m. A reprodução lenta desses peixes - eles atingem a maturidade sexual aproximadamente na mesma idade que os seres humanos - é um dos principais motivos pelos quais eles não conseguem se recuperar da pesca excessiva.

## Citações
1. ↑  Trujillo & Thurman 2011, pp. 354.
2. ↑  Trujillo & Thurman 2011, pp. 365.
3. ↑  Trujillo & Thurman 2011, pp. 457, 460.
4. 1 2  Baucon, Andrea; Ferretti, Annalisa; Fioroni, Chiara; Pandolfi, Luca; Serpagli, Enrico; Piccinini, Armando; de Carvalho, Carlos Neto; Cachão, Mário; Linley, Thomas; Muñiz, Fernando; Belaústegui, Zain; Jamieson, Alan; Lo Russo, Girolamo; Guerrini, Filippo; Ferrando, Sara (12 de setembro de 2023). «The earliest evidence of deep-sea vertebrates». Proceedings of the National Academy of Sciences (em inglês). 120 (37): e2306164120. ISSN 0027-8424. doi:10.1073/pnas.2306164120
5. 1 2  Staff, News (19 de setembro de 2023). «130-Million-Year-Old Trace Fossils Reveal Earliest Evidence of Deep-Sea Vertebrates | Sci.News». Sci.News: Breaking Science News (em inglês). Consultado em 30 de setembro de 2023
6. ↑  Davis, Matthew P.; Fielitz, Christopher (1 de dezembro de 2010). «Estimating divergence times of lizardfishes and their allies (Euteleostei: Aulopiformes) and the timing of deep-sea adaptations». Molecular Phylogenetics and Evolution (em inglês). 57 (3): 1194–1208. ISSN 1055-7903. PMID 20854916. doi:10.1016/j.ympev.2010.09.003
7. 1 2 3 4 5 6  Moyle & Cech 2004, pp. 585.
8. ↑  Wharton 2002, pp. 198.
9. ↑  Wharton 2002, pp. 199, 201–202.
10. 1 2  Wharton 2002, pp. 199.
11. ↑  Compagno, L. J. V. (1984). Sharks of the World: An Annotated and Illustrated Catalogue of Shark Species Known to Date (em inglês). [S.l.]: Food and Agricultural Organization of the United Nations. pp. 14–15. ISBN 92-5-101384-5
12. ↑  Musilova, Zuzana; Cortesi, Fabio; Matschiner, Michael; Davies, Wayne; Patel, Jagdish; Stieb, Sara; de Busserolles, Fanny; Malmstrøm, Martin; Tørresen, Ole; Brown, Celeste; Mountford, Jessica; Hanel, Reinhold; Stenkamp, Deborah; Jakobsen, Kjetill; Carleton, Karen; Jentoft, Sissel; Marshall, Justin; Salzburger, Walter (2019). «Vision using multiple distinct rod opsins in deep-sea fishes». American Association for the Advancement of Science. Science (em inglês). 364 (6440): 588–592. Bibcode:2019Sci...364..588M. PMC 6628886. PMID 31073066. doi:10.1126/science.aav4632
13. 1 2  Trujillo & Thurman 2011, pp. 415.
14. ↑  Trujillo & Thurman 2011, pp. 414-5.
15. ↑  Randall & Farrell 1997, pp. 217.
16. ↑  Randall & Farrell 1997, pp. 195.
17. ↑  Randall & Farrell 1997, pp. 196, 225.
18. ↑  Moyle & Cech 2004, pp. 591.
19. 1 2  Haedrich R. L. (1996) "Deep-water fishes: evolution and adaptation in the earth's largest living spaces", Journal of Fish Biology, 49(sA):40–53.
20. ↑  Moyle & Cech 2004, pp. 586.
21. 1 2 3  Moyle & Cech 2004, pp. 571.
22. ↑  Froese, Rainer; Pauly, Daniel (eds.) (2009). "Argyropelecus aculeatus" em FishBase. Versão Agosto 2009.
23. ↑  Ed. Froese, Rainer; Pauly, Daniel. «"{{{género}}} {{{espécie}}}"». www.fishbase.org (em inglês). FishBase
24. ↑  Mystery Of Deep-sea Fish With Tubular Eyes And Transparent Head Solved ScienceDaily, 24 de fevereiro de 2009.
25. ↑  Ed. Froese, Rainer; Pauly, Daniel. «"{{{género}}} {{{espécie}}}"». www.fishbase.org (em inglês). FishBase
26. 1 2  Ryan P., "Deep-sea creatures: The mesopelagic zone", Te Ara – the Encyclopedia of New Zealand. (em inglês) Atualizado em 21 de setembro de 2007.
27. ↑  Bone & Moore 2008, p. 38.
28. ↑  Douglas E. L.; Friedl W. A.; Pickwell G. V. (1976). «Fishes in oxygen-minimum zones: blood oxygenation characteristics». Science (em inglês). 191 (4230): 957–959. Bibcode:1976Sci...191..957D. PMID 1251208. doi:10.1126/science.1251208
29. ↑  Moyle & Cech 2004, pp. 590.
30. ↑  Munz W. R. A. (1976). «On yellow lenses in mesopelagic animals». Marine Biological Association of the UK (em inglês). 56 (4): 963–976. doi:10.1017/S0025315400021019
31. ↑  Wagner, H. J.; Douglas, R. H.; Frank, T. M.; Roberts, N. W.; Partridge, J. C. (2009). «A Novel Vertebrate Eye Using Both Refractive and Reflective Optics». Current Biology (em inglês). 19 (2): 108–114. PMID 19110427. doi:10.1016/j.cub.2008.11.061
32. ↑  «The Times & The Sunday Times». www.thetimes.co.uk (em inglês). 8 de janeiro de 2009. Consultado em 14 de março de 2009
33. 1 2  Paxton & Eschmeyer 1998, pp. 127-8.
34. ↑  R. Cornejo; R. Koppelmann; T. Sutton. «Deep-sea fish diversity and ecology in the benthic boundary layer» (em inglês)
35. 1 2  Kenaley, C. P. (2007). «Revision of the Stoplight Loosejaw Genus Malacosteus (Teleostei: Stomiidae: Malacosteinae), with Description of a New Species from the Temperate Southern Hemisphere and Indian Ocean». Copeia (em inglês). 2007 (4): 886–900. doi:10.1643/0045-8511(2007)7[886:ROTSLG]2.0.CO;2
36. ↑  Sutton, T. T. (2005). «Trophic ecology of the deep-sea fish Malacosteus niger (Pisces: Stomiidae): An enigmatic feeding ecology to facilitate a unique visual system?». Deep-Sea Research Part I: Oceanographic Research Papers (em inglês). 52 (11): 2065–2076. Bibcode:2005DSRI...52.2065S. doi:10.1016/j.dsr.2005.06.011
37. ↑  Moyle & Cech 2004, pp. 336.
38. ↑  Ed. Froese, Rainer; Pauly, Daniel. «"{{{género}}} {{{espécie}}}"». www.fishbase.org (em inglês). FishBase
39. 1 2 3 4  Ryan P "Deep-sea creatures: The bathypelagic zone" Te Ara - the Encyclopedia of New Zealand. Atualizado em 21 de setembro de 2007.
40. 1 2  Froese, Rainer, and Daniel Pauly, eds. (2009). "Gonostoma" in FishBase. agosto 2009 version.
41. ↑  «Connecting knowledge and people for more than 10 years». Cópia arquivada em 9 de julho de 2012
42. ↑  «Scientists solve mystery: 3 fish are all the same». 22 de janeiro de 2009. Consultado em 22 de janeiro de 2009
43. ↑  Ed. Froese, Rainer; Pauly, Daniel. «"{{{género}}} {{{espécie}}}"». www.fishbase.org (em inglês). FishBase
44. ↑  Ed. Froese, Rainer; Pauly, Daniel. «"{{{género}}} {{{espécie}}}"». www.fishbase.org (em inglês). FishBase
45. 1 2  Moyle & Cech 2004, pp. 594.
46. 1 2  Moyle & Cech 2004, pp. 587.
47. ↑  Marshall (1984) "Progenetic tendencies in deep-sea fishes", pp. 91-101 in Potts GW and Wootton RJ (eds.) (1984) Fish reproduction: strategies and tactics Fisheries Society of the British Isles. (em inglês)
48. ↑  Horn MH (1970). «The swim bladder as a juvenile organ in stromateoid fishes». Breviora (em inglês). 359: 1-9
49. ↑  Jumper GY, Bair RC (1991). «Location by olfaction: a model and application to the mating problem in the deep-sea Hatchetfish Argyropelecus hemigymnus». The American Naturalist (em inglês). 138 (6): 1431-58. JSTOR 2462555. doi:10.1086/285295
50. ↑  Theodore W. Pietsch (1975). «Precocious sexual parasitism in the deep sea ceratioid anglerfish, Cryptopsaras couesi Gill». Nature (em inglês). 256 (5512): 38–40. Bibcode:1975Natur.256...38P. doi:10.1038/256038a0
51. ↑  Jordan, D.S. (1905). A Guide to the Study of Fishes (em inglês). [S.l.]: H. Holt and Company
52. ↑  Froese, Rainer; Pauly, Daniel (eds.) (2009). "Chiasmodon niger" em FishBase. Versão August 2009.
53. ↑  Scott, Thomas R.; Powell, James (2018). The Universe as It Really Is: Earth, Space, Matter, and Time. [S.l.]: Columbia University Press. Bibcode:2018uiri.book.....S. ISBN 978-0-231-54576-1. doi:10.7312/scot18494
54. 1 2  Hochachka & Somero 1984.
55. 1 2 3  Priede 2017, pp. 87–138.
56. ↑  Distribution, composition and functions of gelatinous tissues in deep-sea fishes (em inglês)
57. ↑  Somero, G N (1992). «Adaptations to High Hydrostatic Pressure». Annual Review of Physiology (em inglês). 54 (1): 557–577. ISSN 0066-4278. PMID 1314046. doi:10.1146/annurev.ph.54.030192.003013
58. ↑  Devine Jennifer A.; Baker Krista D.; Haedrich Richard L. (2006). «Pesca: Deep-sea fishes qualify as endangered». Nature (em inglês). 439 (7072): 29. Bibcode:2006Natur.439...29D. PMID 16397489. doi:10.1038/439029a